# Río Coello
El río Coello es un río colombiano afluente del Magdalena y que discurre en el departamento de Tolima. Nace en el Nevado del Tolima como río Toche, y recibe las aguas de los ríos Tochecito, Bermellón, Cocora y Combeima, antes de desembocar a la altura del municipio de Coello. Sus aguas son utilizadas para el riego de cultivos de arroz, por lo que el aumento de la temperatura en la región y una reducción en las precipitaciones amenazan con secarlo.